# Sjamalghan
Sjamalghan (kazakiska: Шамалған), är en ort i Kazakstan.   Den ligger i oblystet Almaty, i den sydöstra delen av landet, 1 000 km söder om huvudstaden Astana. Sjamalghan ligger 685 meter över havet och antalet invånare är 13 616.
Terrängen runt Sjamalghan är platt. Runt Sjamalghan är det ganska tätbefolkat, med 75 invånare per kvadratkilometer. Närmaste större samhälle är Qaskeleng, 19,9 km söder om Sjamalghan. Trakten runt Sjamalghan består i huvudsak av gräsmarker.